# Gan Jawne
Gan Jawne (hebräisch גַּן יַבְנֶה Gan Javne, deutsch ‚Garten Javnes‘), benannt nach der etwas nördlich gelegenen biblischen Stadt Javne, ist ein Lokalverband im Zentralbezirk von Israel mit 23.752 Einwohnern (2018) auf einer Fläche von 10,603 km².

## Geschichte
Gan Jawne wurde 1931 gegründet. Östlich benachbart legte die Royal Air Force 1942 den Militärflugplatz Qastina an.

## Bevölkerungsentwicklung
| Jahr      | 1955  | 1961  | 1972  | 1983  | 1995  | 2005   | 2012   | 2015   | 2016   |
| Einwohner | 1.900 | 2.700 | 2.700 | 2.800 | 6.800 | 14.900 | 20.698 | 22.453 | 23.097 |

## Städtepartnerschaften
Gan Jawne verbindet seit 1973 eine Partnerschaft mit Puteaux bei Paris in Frankreich. Seit 1984 besteht eine Partnerschaft zu Winnipeg in Kanada.

## Galerie

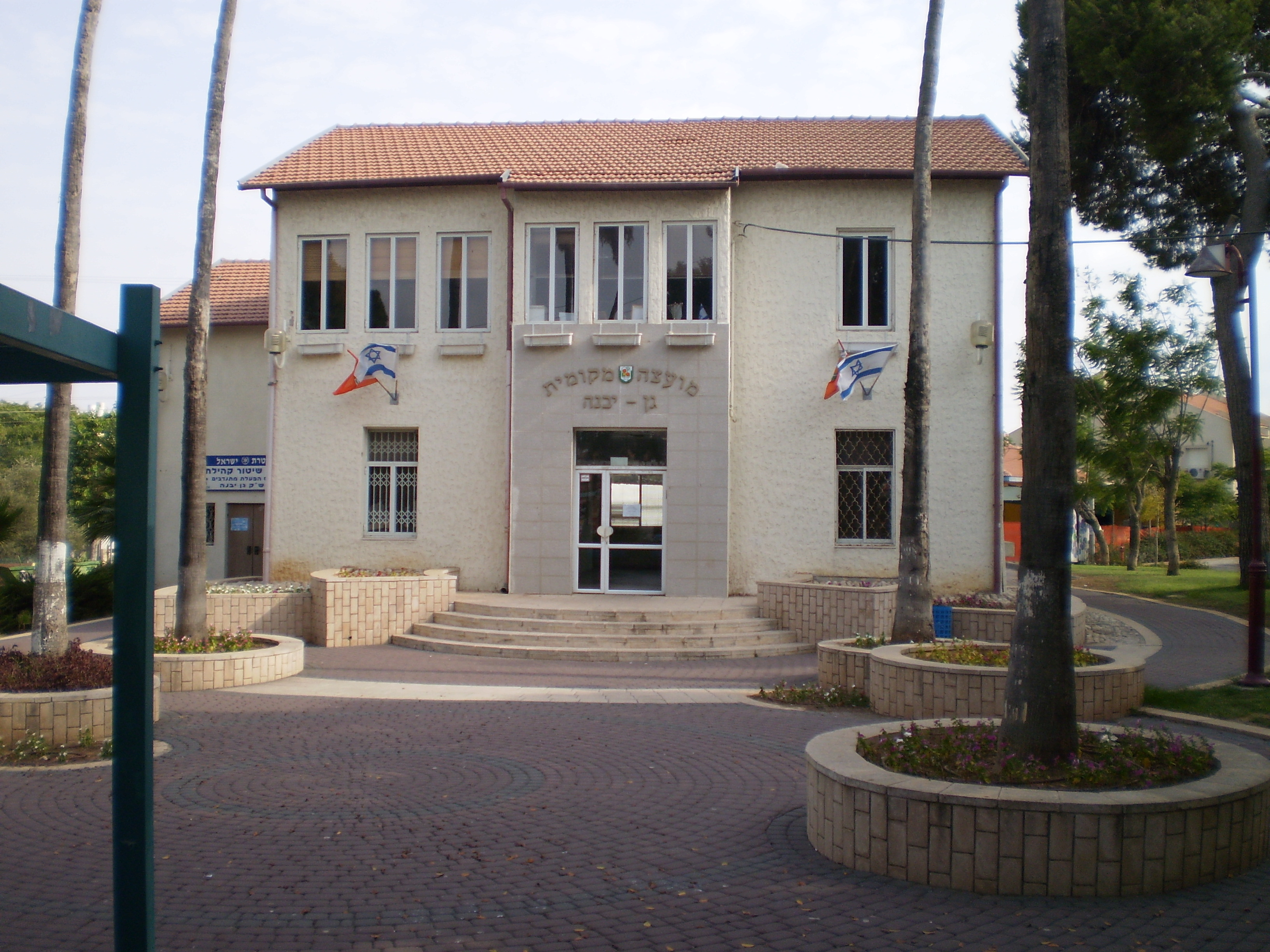
Rathaus von Gan Jawne.
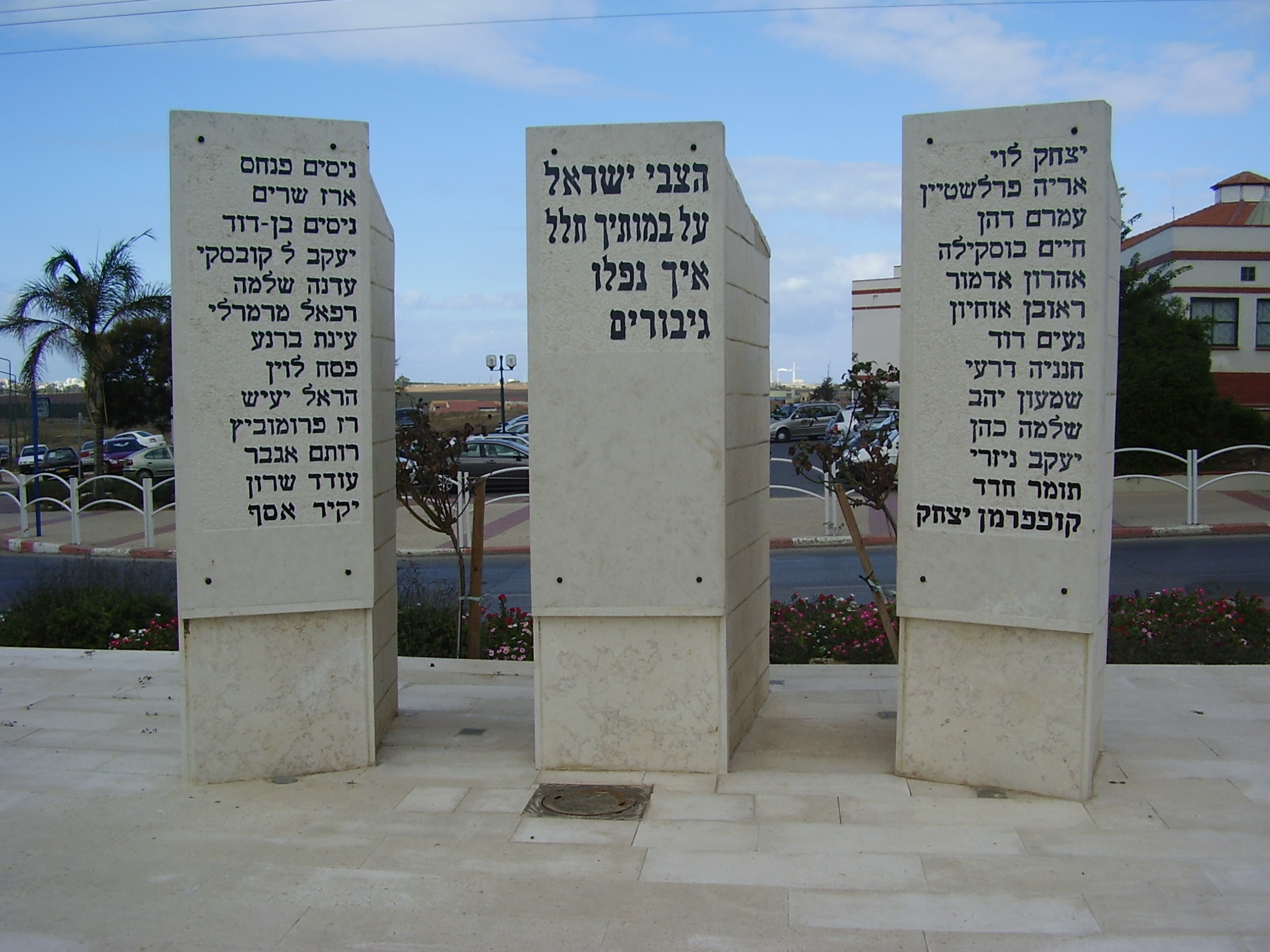
Kriegsdenkmal in Gan Jawne.
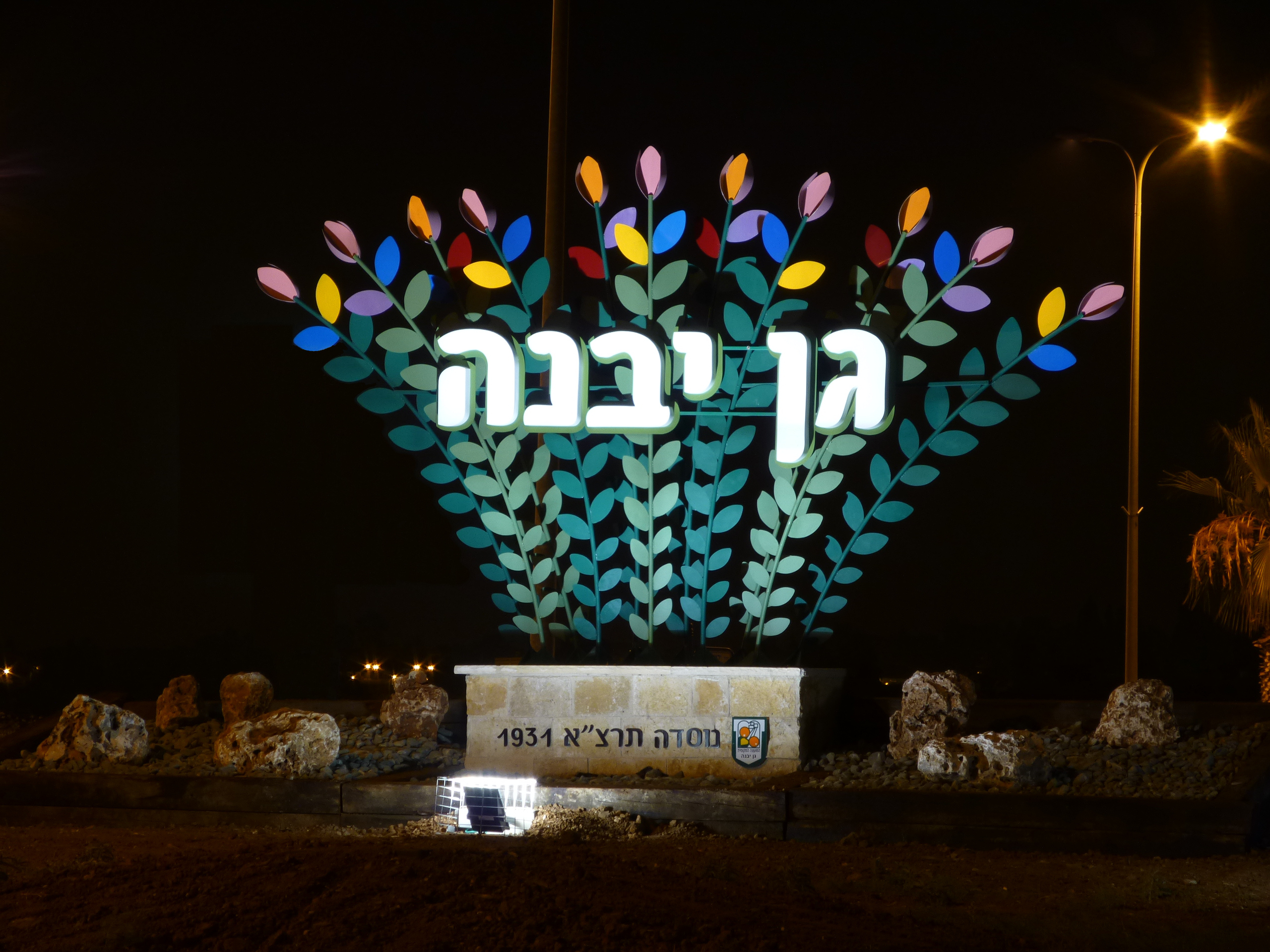
Skulptur in Gan Jawne.
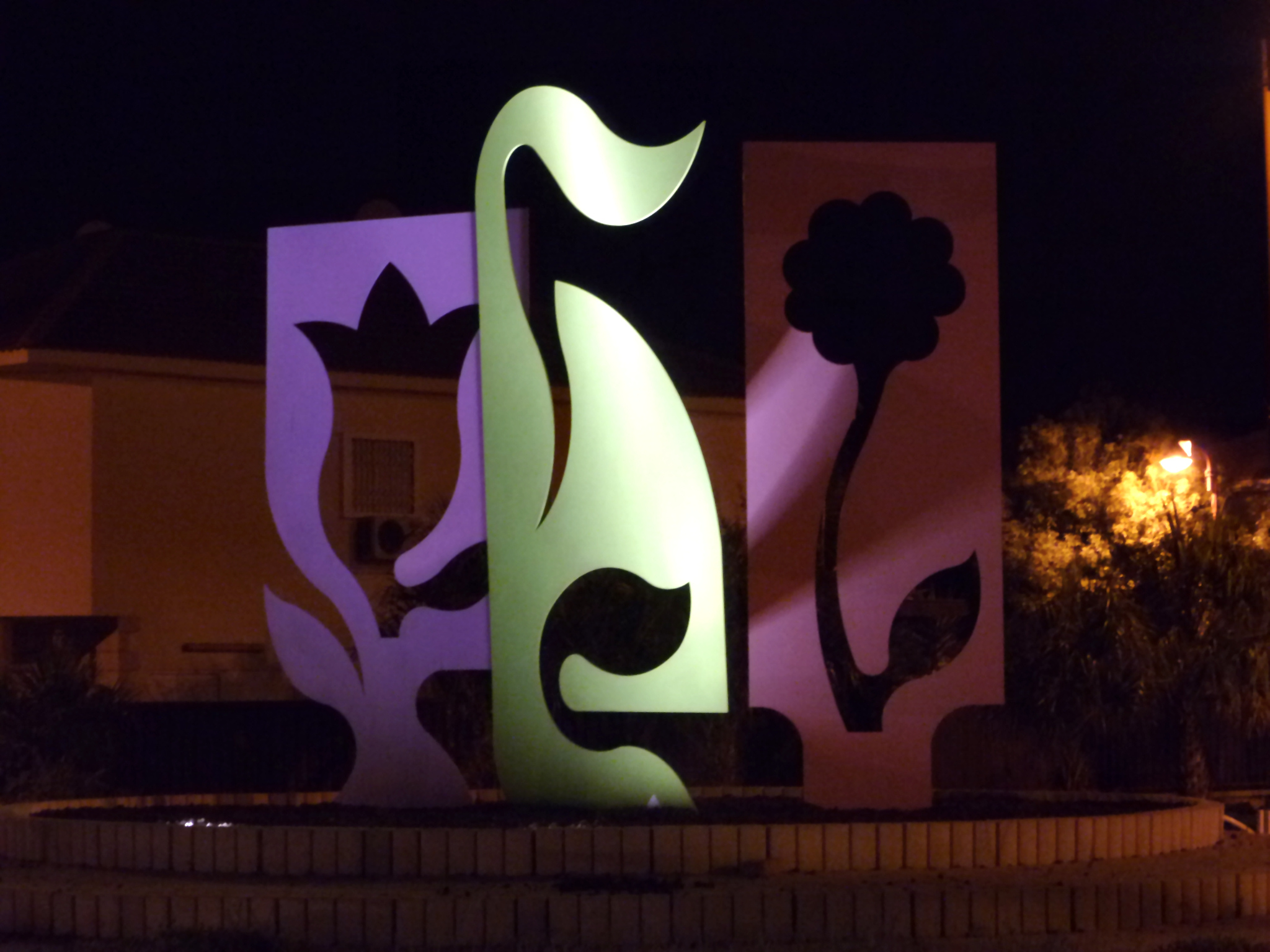
Skulptur in Gan Jawne.
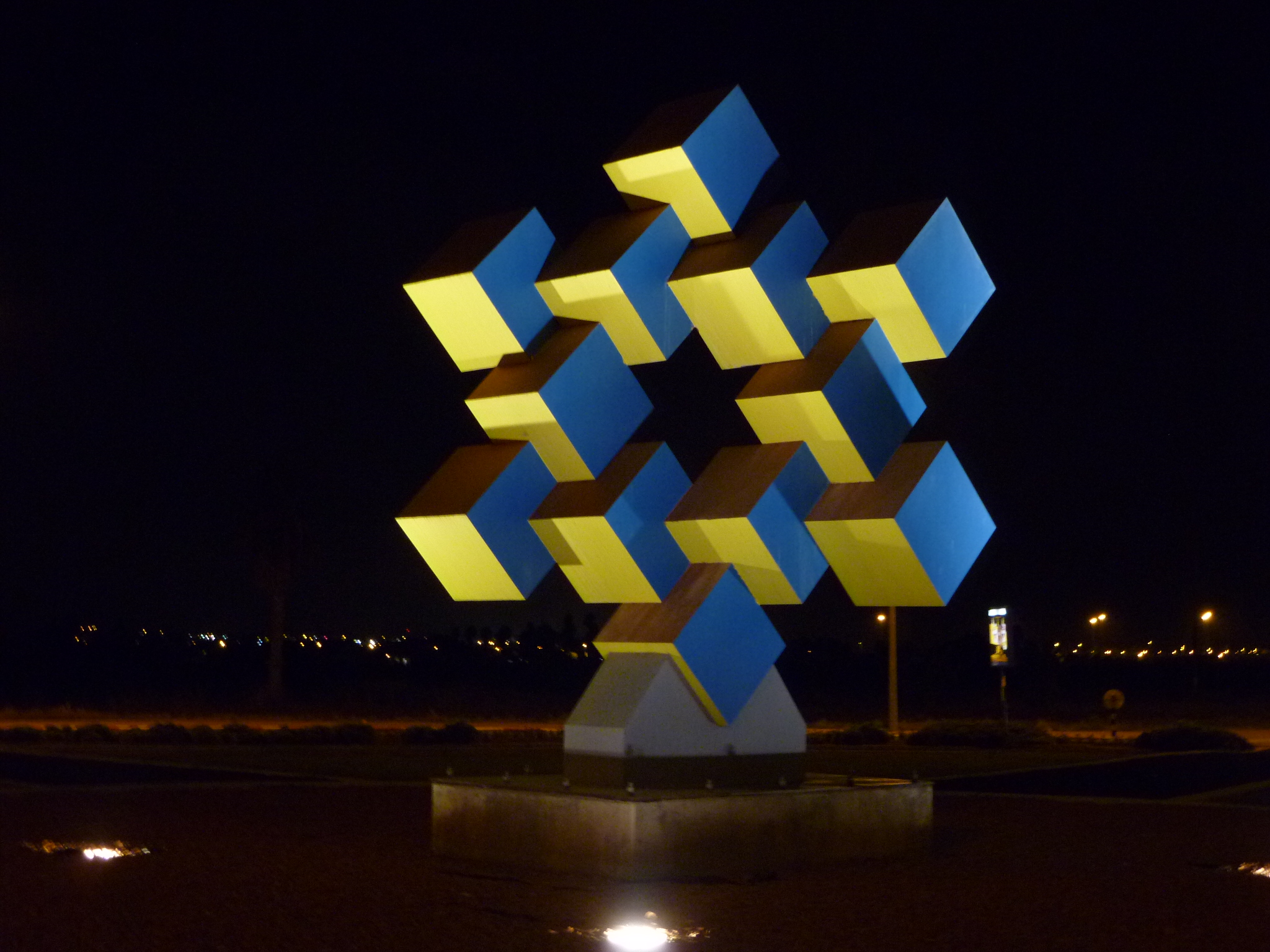
Skulptur in Gan Jawne.